# فهرست برنامه‌های فضایی ایالات متحده
الگو:United States space program sidebar

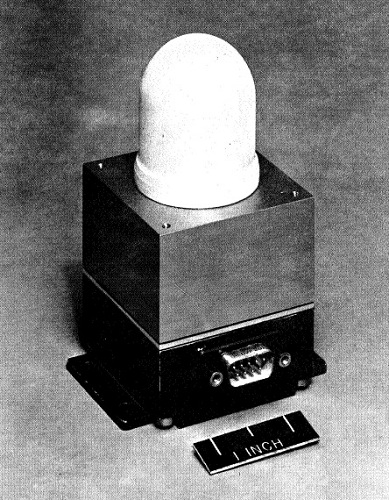
تصویر دزیمتر با محظفه یونی، استفاده شده در پروژه کاوشگر اقیانوس اطلس جنوبی SAAP ناسا

فهرست برنامه‌های فضایی ایالات متحده (انگلیسی: List of space programs of the United States) لیستی از پروژه‌ها و برنامه‌های فضایی گوناگونی است که ایالات متحده از زمان آغاز پروازهای فضایی شاهد اجرای آن بوده‌است.
ضابطه‌هایی که مفهوم «پرواز فضایی» را می‌رساند دارای معیارهای متفاوتی است. در ایالات متحده، فضانوردان حرفه‌ای، نظامی و
تجاری که بیش از ۸۰ کیلومتر ارتفاع (۵۰ مایل) را بپیمایند، نشان بال فضانورد را دریافت می‌کنند. فدراسیون بین‌المللی هوانوردی پرواز فضایی را به عنوان هر پرواز بیش از ۱۰۰ کیلومتری (۶۲ مایل) تعریف می‌کند. این مقاله تعریف ایالات متحده از پرواز فضایی را دنبال می‌کند.

## برنامه‌های دولتی

### ملی
| برنامه                           | گاه‌شمار      | سازمان(ها)                                                                                         | برنامه (های) موفق بالاتر از ۵۰ مایل (۸۰ کیلومتر) |
| -------------------------------- | ------------ | -------------------------------------------------------------------------------------------------- | ------------------------------------------------ |
| برنامه ایکس-۱۵                   | ۱۹۵۷–۱۹۶۸    | - نیروی هوایی ایالات متحده آمریکا (۱۹۵۷–۱۹۶۸) - ناسا (۱۹۵۸–۱۹۶۸)                                   | ۱۳                                               |
| Project Vanguard                 | ۱۹۵۷–۱۹۵۹    | آزمایشگاه تحقیقات نیروی دریایی ایالات متحده                                                        | ۳                                                |
| برنامه کاوشگران                  | ۱۹۵۸– تاکنون | - نیروی زمینی ایالات متحده آمریکا (۱۹۵۸) - ناسا (۱۹۵۸–تاکنون)                                      | ۹۱                                               |
| پایونیر                          | ۱۹۵۸–۱۹۹۲    | - ناسا - نیروی هوایی ایالات متحده آمریکا (۱۹۵۸–۱۹۶۰) - نیروی زمینی ایالات متحده آمریکا (۱۹۵۸–۱۹۶۰) | ۱۰                                               |
| برنامه فضایی مرکوری              | ۱۹۵۸–۱۹۶۳    | ناسا                                                                                               | ۱۱                                               |
| برنامه فضایی آپولو               | ۱۹۶۱–۱۹۷۲    | ناسا                                                                                               | ۳۳                                               |
| پروژه فضایی رنجر                 | ۱۹۶۱–۱۹۶۵    | ناسا                                                                                               | ۴                                                |
| پروژه جمنای                      | ۱۹۶۱–۱۹۶۶    | ناسا                                                                                               | ۱۰                                               |
| برنامه فضایی مارینر              | ۱۹۶۲–۱۹۷۳    | ناسا                                                                                               | ۷                                                |
| برنامه آزمایشگاه مداری با سرنشین | ۱۹۶۲–۱۹۶۹    | نیروی هوایی ایالات متحده آمریکا                                                                    | ۱                                                |
| برنامه مدارگرد ماه               | ۱۹۶۳–۱۹۶۷    | ناسا                                                                                               | ۵                                                |
| برنامه شاتل‌های فضایی             | ۱۹۷۲–۲۰۱۱    | ناسا                                                                                               | ۱۳۴                                              |
| اسکای‌لب پروژه                    | ۱۹۷۳–۱۹۷۴    | ناسا                                                                                               | ۴                                                |
| برنامه وایکینگ                   | ۱۹۷۵–۱۹۸۲    | ناسا                                                                                               | ۲                                                |
| برنامه وویجر                     | ۱۹۷۷–تاکنون  | ناسا                                                                                               | ۲                                                |
| برنامه اکتشاف مریخ               | ۱۹۹۳–تاکنون  | ناسا                                                                                               | ۸                                                |
| برنامه صورت فلکی                 | 2000s–۲۰۱۰   | ناسا                                                                                               | ۰                                                |
| برنامه بوئینگ ایکس-۳۷            | ۲۰۰۶–تاکنون  | - نیروی هوایی ایالات متحده آمریکا (۲۰۰۶–۲۰۱۹) - نیروی فضایی ایالات متحده آمریکا (۲۰۱۹– تاکنون)     | ۶                                                |
| سفر به مریخ                      | ۲۰۱۰–۲۰۱۷    | ناسا                                                                                               | ۱                                                |

### بین‌المللی
| برنامه                         | گاه‌شمار     | سازمان(ها)                             | پرواز موفقیت‌آمیز بالای ۵۰ مایل (۸۰ کیلومتر) |
| ------------------------------ | ----------- | -------------------------------------- | ------------------------------------------- |
| آزمایشگاه فضایی برنامه         | ۱۹۷۳–۲۰۰۰   | - ایسا - ناسا                          | ۳۲                                          |
| پروژه آزمایشی آپولو–سایوز      | ۱۹۷۵        | - ناسا - Soviet Union                  | ۲                                           |
| برنامه ایستگاه فضایی بین‌المللی | ۱۹۸۴–تاکنون | - CSA - ایسا - JAXA - ناسا - Roscosmos | - Crewed: 99 - Uncrewed: ۱۳۱                |
| Shuttle–Mir program            | 1993–1998   | - ناسا - Roscosmos                     | ۱۱                                          |
| Lunar Gateway program          | ۲۰۱۷–تاکنون | - CSA - ایسا - JAXA - ناسا - Roscosmos | ۰                                           |